# Gruppo di NGC 669
Il Gruppo di NGC 669 comprende almeno 34 galassie situate nelle costellazioni di Andromeda e del Triangolo. La distanza media tra il centro di massa del gruppo e la nostra Via Lattea è di 224 milioni di anni luce.

## Membri
Nella tabella seguente sono riportati i 34 membri del gruppo indicati da Garcia nel suo articolo del 1993.
| Nome                  | Costellazione | Classificazione | Tipo                   | RA (J2000.0)  | DEC (J2000.0) | Velocità radiale (km/s) | Magnitudine apparente | Distanza (Mpc) | Dimensioni (kal) |
| --------------------- | ------------- | --------------- | ---------------------- | ------------- | ------------- | ----------------------- | --------------------- | -------------- | ---------------- |
| NGC 666               | Triangolo     | S?              | Spirale                | 01h 46m 06.2s | 34° 22′ 28″   | 4733 ± 27               | 13,4                  | 65,9 ± 4,6     | 52               |
| NGC 668               | Andromeda     | Sb              | Spirale                | 01h 46m 22.7s | 36° 27′ 37″   | 4498 ± 2                | 13,1                  | 62,5 ± 4,4     | 106              |
| NGC 669               | Triangolo     | Sab             | Spirale                | 01h 47m 16.1s | 36° 27′ 37″   | 4674 ± 5                | 12,3                  | 65,1 ± 4,6     | 248              |
| NGC 679               | Andromeda     | S0-:            | Lenticolare            | 01h 49m 43.8s | 35° 47′ 08″   | 5049 ± 9                | 12,3                  | 70,7 ± 4,9     | 135              |
| NGC 687               | Andromeda     | S0              | Lenticolare            | 01h 50m 33.2s | 36° 22′ 15″   | 5091 ± 8                | 12,3                  | 71,3 ± 5,0     | 98               |
| CGCG 522-30 (NGC 700) | Andromeda     | S0?             | Lenticolare            | 01h 52m 16.8s | 36° 02′ 12″   | 4576 ± 9                | 14,6                  | 63,7 ± 4,5     | 59               |
| NGC 703               | Andromeda     | S0-?            | Lenticolare            | 01h 52m 39.6s | 36° 10′ 17″   | 5580 ± 8                | 13,3                  | 78,6 ± 5,5     | 81               |
| NGC 704               | Andromeda     | E/S0            | Lenticolare            | 01h 52m 37.8s | 36° 07′ 32″   | 4730 ± 6                | 12,8                  | 66,0 ± 4,6     | 39               |
| NGC 705               | Andromeda     | S0/a            | Lenticolare            | 01h 52m 41.5s | 36° 08′ 38″   | 4514 ± 12               | 13,6                  | 62,8 ± 4,4     | 75               |
| NGC 708               | Andromeda     | cD E            | Ellittica              | 01h 52m 46.5s | 36° 09′ 07″   | 4855 ± 16               | 12,7                  | 66,5 ± 4,7     | 213              |
| NGC 712               | Andromeda     | S0              | Lenticolare            | 01h 53m 08.4s | 36° 49′ 11″   | 5330 ± 20               | 12,8                  | 74,3 ± 5,2     | 88               |
| NGC 717               | Andromeda     | S0/a            | Lenticolare            | 01h 53m 55.1s | 36° 13′ 46″   | 4968 ± 80               | 13,9                  | 72,7 ± 5,2     | 106              |
| NGC 735               | Triangolo     | Sb              | Spirale                | 01h 56m 38.0s | 34° 10′ 36″   | 4629 ± 3                | 12,3                  | 64,5 ± 4,5     | 126              |
| NGC 753               | Andromeda     | SAB(rs)bc       | Spirale intermedia     | 01h 57m 42.2s | 35° 54′ 58″   | 4903 ± 2                | 12,3                  | 68,0 ± 4,8     | 148              |
| NGC 759               | Andromeda     | E               | Ellittica              | 01h 57m 50.3s | 36° 20′ 35″   | 4667 ± 14               | 12,7                  | 65,2 ± 4,6     | 120              |
| IC 171                | Triangolo     | S0-a            | Lenticolare            | 01h 55m 10.2s | 35° 16′ 55″   | 5359 ± 8                | 12,2                  | 75,3 ± 5,3     | 142              |
| IC 178                | Andromeda     | Sab             | Spirale                | 01h 58m 54.9s | 35° 40′ 29″   | 4838 ± 4                | 13,3                  | 67,7 ± 4,8     | 77               |
| IC 1732               | Andromeda     | Sa              | Spirale                | 01h 50m 47.9s | 35° 55′ 58″   | 4867 ± 12               | 14,0                  | 68,0 ± 4,8     | 115              |
| UGC 1251              | Andromeda     | Irr             | Irregolare             | 01h 47m 30.9s | 36° 02′ 06″   | 4847 ± 8                | 12,59 ± 0,08          | 67,7 ± 4,8     | 65               |
| UGC 1257              | Andromeda     | Sab             | Spirale                | 01h 48m 07.0s | 36° 27′ 12″   | 4660 ± 2                | 12,52                 | 64,9 ± 4,6     | 81               |
| UGC 1272              | Triangolo     | S0?             | Lenticolare            | 01h 49m 15.7s | 35° 04′ 23″   | 5005 ± 22               | 13,40 ± 0,15          | 70,0 ± 4,9     | 103              |
| UGC 1308              | Andromeda     | E               | Ellittica              | 01h 50m 51.2s | 36° 16′ 33″   | 5171 ± 8                | 10,63                 | 72,5 ± 5,1     | 167              |
| UGC 1316              | Triangolo     | Sc              | Spirale                | 01h 51m 17.5s | 34° 50′ 55″   | 4689 ± 3                | 12,83 ± 0,17          | 65,4 ± 4,6     | 102              |
| UGC 1350              | Andromeda     | SB(r)b          | Spirale barrata        | 01h 52m 57.4s | 36° 30′ 46″   | 5020 ± 9                | 12,16 ± 0,03          | 70,3 ± 4,9     | 136              |
| UGC 1353              | Andromeda     | S0-?            | Lenticolare            | 01h 53m 22.9s | 36° 57′ 19″   | 5254 ± 23               | 12,22 ± 0,02          | 73,8 ± 5,2     | 81               |
| UGC 1366              | Andromeda     | SBcd?           | Spirale barrata        | 01h 54m 19.8s | 36° 37′ 47″   | 5113 ± 8                | 11,96                 | 71,7 ± 5,0     | 118              |
| UGC 1398              | Andromeda     | Sac?            | Spirale                | 01h 55m 58.5s | 37° 07′ 46″   | 5216 ± 7                | 13,31 ± 0,02          | 73,3 ± 5,1     | 100              |
| UGC 1415              | Andromeda     | S0/a            | Lenticolare            | 01h 56m 43.9s | 36° 23′ 04″   | 4796 ± 40               | 12,54 ± 0,02          | 67,1 ± 4,7     | 72               |
| UGC 1472              | Triangolo     | Im?             | Irregolare magellanica | 01h 59m 58.9s | 34° 20′ 35″   | 4849 ± 4                | 12,685 ± 0,0131       | 67,8 ± 4,8     | 86               |
| CGCG 522-26           | Triangolo     | S0              | Lenticolare            | 01h 52m 06.8s | 35° 24′ 53″   | 4844 ± 36               | 14,01 ± 0,15          | 69,7 ± 4,8     | 37               |
| CGCG 522-44           | Andromeda     | S0              | Lenticolare            | 01h 53m 14.7s | 36° 20′ 02″   | 4973 ± 8                | 15,7 ± 0,4            | 69,6 ± 4,9     | 57               |
| CGCG 522-45           | Andromeda     | S0              | Lenticolare            | 01h 53m 23.8s | 36° 00′ 44″   | 4832 ± 9                | 15,6 ± 0,4            | 67,5 ± 4,7     | 77               |
| MK 1170               | Andromeda     | S               | Spirale                | 01h 58m 05.6s | 37° 34′ 41″   | 4819 ± 23               | 13,4 ± 0,3            | 67,5 ± 4,7     | 54               |
| MGC 6-5-73            | Andromeda     | E?              | Ellittica              | 01h 59m 21.8s | 36° 49′ 37″   | 4817 ± 80               | 14,19 ± 0,15          | 67,4 ± 4,7     | 15               |

Il sito DeepskyLog permette di trovare agevolmente le costellazioni in cui si trovano le galassie; in alternativa si possono utilizzare le coordinate delle galassie per individuarle. Se non altrimenti indicato, le coordinate sono quelle fornite dal sito NASA/IPAC (National Aeronautics and Space Administration / Infrared Processing and Analysis Center).